# Gran Premi d'Itàlia del 1978
Resultats del Gran Premi d'Itàlia de Fórmula 1 de la temporada 1978 disputat al circuit de Monza el 10 de setembre del 1978.

## Resultats
| Pos | No | Pilot                 | Equip                | Voltes | Temps/ Retirada | Pos. de sortida | Punts |
| --- | -- | --------------------- | -------------------- | ------ | --------------- | --------------- | ----- |
| 1   | 1  | Niki Lauda            | Brabham - Alfa Romeo | 40     | 1h 07' 04. 54   | 4               | 9     |
| 2   | 2  | John Watson           | Brabham - Alfa Romeo | 40     | + 1.48 s        | 7               | 6     |
| 3   | 11 | Carlos Reutemann      | Ferrari              | 40     | + 20.47 s       | 11              | 4     |
| 4   | 26 | Jacques Laffite       | Ligier - Matra       | 40     | + 37.53 s       | 8               | 3     |
| 5   | 8  | Patrick Tambay        | McLaren - Ford       | 40     | + 40.39 s       | 19              | 2     |
| 6   | 5  | Mario Andretti        | Lotus - Ford         | 40     | + 46.33 s       | 1               | 1     |
| 7   | 12 | Gilles Villeneuve     | Ferrari              | 40     | + 48.48 s       | 2               |       |
| 8   | 14 | Emerson Fittipaldi    | Fittipaldi - Ford    | 40     | + 55.24 s       | 13              |       |
| 9   | 29 | Nelson Piquet         | McLaren - Ford       | 40     | + 1' 06.83 min. | 24              |       |
| 10  | 22 | Derek Daly            | Ensign - Ford        | 40     | + 1' 09.11 min. | 18              |       |
| 11  | 4  | Patrick Depailler     | Tyrrell - Ford       | 40     | + 1' 16.57 min. | 16              |       |
| 12  | 20 | Jody Scheckter        | Wolf - Ford          | 39     | + 1 Volta       | 9               |       |
| 13  | 27 | Alan Jones            | Williams - Ford      | 39     | + 1 Volta       | 6               |       |
| 14  | 33 | Bruno Giacomelli      | McLaren - Ford       | 39     | + 1 Volta       | 20              |       |
| NC  | 17 | Clay Regazzoni        | Shadow - Ford        | 33     | + 7 Voltes      | 15              |       |
| Ret | 35 | Riccardo Patrese      | Arrows - Ford        | 28     | Motor           | 12              |       |
| Ret | 7  | James Hunt            | McLaren - Ford       | 19     | Distribuïdor    | 10              |       |
| Ret | 37 | Arturo Merzario       | Merzario - Ford      | 14     | Motor           | 22              |       |
| Ret | 15 | Jean-Pierre Jabouille | Renault              | 6      | Motor           | 3               |       |
| Ret | 6  | Ronnie Peterson       | Lotus - Ford         | 0      | Accident Mortal | 5               |       |
| Ret | 3  | Didier Pironi         | Tyrrell - Ford       | 0      | Accident        | 14              |       |
| Ret | 16 | Hans Joachim Stuck    | Shadow - Ford        | 0      | Accident        | 17              |       |
| Ret | 30 | Brett Lunger          | McLaren - Ford       | 0      | Accident        | 21              |       |
| Ret | 19 | Vittorio Brambilla    | Surtees - Ford       | 0      | Accident        | 23              |       |
| NVQ | 25 | Hector Rebaque        | Lotus - Ford         |        |                 |                 |       |
| NVQ | 10 | Harald Ertl           | ATS - Ford           |        |                 |                 |       |
| NVQ | 9  | Michael Bleekemolen   | ATS - Ford           |        |                 |                 |       |
| NVQ | 18 | Gimax                 | Surtees - Ford       |        |                 |                 |       |
| NVQ | 23 | Harald Ertl           | Ensign - Ford        |        |                 |                 |       |
| NVQ | 32 | Keke Rosberg          | Wolf - Ford          |        |                 |                 |       |
| NVQ | 36 | Rolf Stommelen        | Arrows - Ford        |        |                 |                 |       |
| NVQ | 38 | Alberto Colombo       | Merzario - Ford      |        |                 |                 |       |

## Altres
- Pole: Mario Andretti 1' 37. 520

- Volta ràpida: Mario Andretti 1' 38. 023 (a la volta 33)

- Mario Andretti i Gilles Villeneuve van acabar la cursa 1r i 2n però van ser penalitzats amb 1 minut per saltar-se la sortida.

- Degut a les ferides rebudes al múltiple accident de la sortida va morir Ronnie Peterson.[2]